# George Wadsworth
George Wadsworth (Buffalo, 3 aprile 1893 – 5 marzo 1958) è stato un diplomatico statunitense, incaricato d'affari degli Stati Uniti in Italia nel 1941, fino alla dichiarazione di guerra dell'Italia.

## Biografia
Quando l'Italia era già in stato di guerra contro Francia e Regno Unito, il 6 ottobre 1941 George Wadsworth fu nominato incaricato d'affari degli Stati Uniti, in sostituzione dell'ambasciatore William Phillips. Il suo incarico ebbe breve durata: cessò l'11 dicembre dello stesso anno, con la dichiarazione di guerra italiana contro gli Stati Uniti. Il diplomatico statunitense, convocato dal ministro degli esteri Ciano, ricevette la comunicazione ufficiale, mentre Mussolini ne faceva l'annuncio dal balcone di piazza Venezia.
Le relazioni diplomatiche con lo stato italiano riprenderanno solo l'8 gennaio 1945 con l'accreditamento del nuovo ambasciatore Alexander C. Kirk.
Successivamente, dopo il servizio in Italia, negli anni 1942-'47 Wadsworth ebbe incarichi diplomatici concorrenti, con residenza a Beirut, come console generale e poi inviato straordinario in Siria e in Libano. In tale veste, conformemente alle aspettative delle popolazioni locali e agli interessi degli Stati Uniti, favorì la loro indipendenza separata.
Dal 1947 al '48, rimanendo sempre in Medio Oriente, fu ambasciatore in Iraq e dal 1948 al '52 in Turchia.
La carriera diplomatica di Wadsworth proseguì, sempre come ambasciatore, in Cecoslovacchia (1952-'53), e, con incarico concorrente con residenza a Gedda, in Yemen e Arabia Saudita (1954-'58).
Poco dopo aver concluso la sua missione nei due stati arabi, Wadsworth morì a sessantaquattro anni il 5 marzo 1958